# Christoffel Middaghten

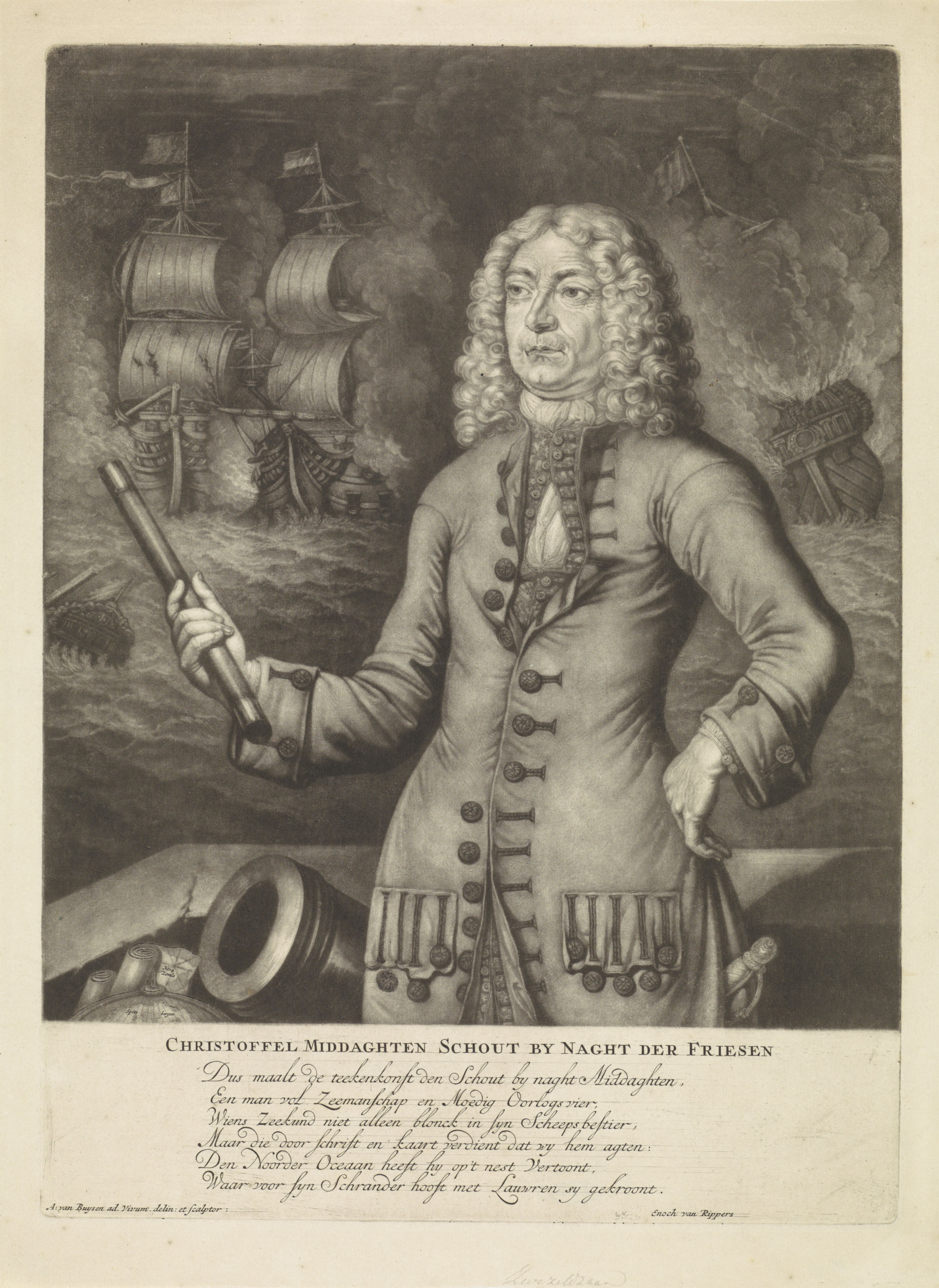
Portret van Christoffel Middaghten
(Andries van Buysen)

Christoffel Middaghten (Sexbierum, 1665 - Bolsward, 1723) was schout-bij-nacht van de Friese Admiraliteit en cartograaf. Zijn naam wordt ook gegeven als Middagten.
Hij begon zijn carrière als walvisvaarder. Op later leeftijd belandde hij bij de Admiraliteit, waar hij in 1690 tot kapitein-ter-zee benoemd werd. In 1692 werd hij tot commandant benoemd op het linieschip de Frisia met haar 64 kanonnen. In 1704 nam hij, eveneens als commandant deel aan de verovering van Gilbraltar. Als hij op 25 februari 1705 benoemd wordt tot schout-bij-nacht van de Admiraliteit van Friesland, gaat hij zich vooral inzetten voor verbetering van de kwaliteit van te bouwen oorlogsschepen. Op dit vlak geeft hij ook een boek uit. Op zijn reizen heeft hij onder andere zeekaarten gemaakt van wateren rondom Engeland en Noorwegen. Middaghten was de laatste schout-bij-nacht van de Friese Admiraliteit; er zou geen opvolger benoemd worden.